# 아다치 히로히데
아다치 히로히데(일본어: 足立 丈英, 1999년 4월 17일 ~ )는 일본의 축구 선수이다.

## 구단 경력
그는 2016년부터 2017년까지 J리그의 감바 오사카에서 활동하였다.